# Canottaggio ai Giochi della XV Olimpiade
Le competizioni del canottaggio dei Giochi della XV Olimpiade si sono svolte nei giorni dal 20 al 23 luglio 1952 al bacino di Meilahti, Helsinki.
Come a Londra 1948 si sono disputati sette eventi tutti maschili.

## Programma
| Canottaggio ai Giochi della XV Olimpiade | Canottaggio ai Giochi della XV Olimpiade | Canottaggio ai Giochi della XV Olimpiade | Canottaggio ai Giochi della XV Olimpiade | Canottaggio ai Giochi della XV Olimpiade | Canottaggio ai Giochi della XV Olimpiade | Canottaggio ai Giochi della XV Olimpiade | Canottaggio ai Giochi della XV Olimpiade | Canottaggio ai Giochi della XV Olimpiade | Canottaggio ai Giochi della XV Olimpiade | Canottaggio ai Giochi della XV Olimpiade | Canottaggio ai Giochi della XV Olimpiade | Canottaggio ai Giochi della XV Olimpiade | Canottaggio ai Giochi della XV Olimpiade | Canottaggio ai Giochi della XV Olimpiade | Canottaggio ai Giochi della XV Olimpiade | Canottaggio ai Giochi della XV Olimpiade | Canottaggio ai Giochi della XV Olimpiade |
| Eventi / Giorni                          | Luglio/Agosto 1952                       | Luglio/Agosto 1952                       | Luglio/Agosto 1952                       | Luglio/Agosto 1952                       | Luglio/Agosto 1952                       | Luglio/Agosto 1952                       | Luglio/Agosto 1952                       | Luglio/Agosto 1952                       | Luglio/Agosto 1952                       | Luglio/Agosto 1952                       | Luglio/Agosto 1952                       | Luglio/Agosto 1952                       | Luglio/Agosto 1952                       | Luglio/Agosto 1952                       | Luglio/Agosto 1952                       | Luglio/Agosto 1952                       | Luglio/Agosto 1952                       |
| Eventi / Giorni                          | 19                                       | 20                                       | 21                                       | 22                                       | 23                                       | 24                                       | 25                                       | 26                                       | 27                                       | 28                                       | 29                                       | 30                                       | 31                                       | 1                                        | 2                                        | 3                                        |                                          |
| ---------------------------------------- | ---------------------------------------- | ---------------------------------------- | ---------------------------------------- | ---------------------------------------- | ---------------------------------------- | ---------------------------------------- | ---------------------------------------- | ---------------------------------------- | ---------------------------------------- | ---------------------------------------- | ---------------------------------------- | ---------------------------------------- | ---------------------------------------- | ---------------------------------------- | ---------------------------------------- | ---------------------------------------- | ---------------------------------------- |
| Singolo                                  |                                          | Batterie                                 | Semifinali                               | Recuperi                                 | Finale                                   |                                          |                                          |                                          |                                          |                                          |                                          |                                          |                                          |                                          |                                          |                                          |                                          |
| Due di coppia                            |                                          | Batterie                                 | Semifinali                               | Recuperi                                 | Finale                                   |                                          |                                          |                                          |                                          |                                          |                                          |                                          |                                          |                                          |                                          |                                          |                                          |
| Due senza                                |                                          | Batterie                                 | Semifinali                               | Recuperi                                 | Finale                                   |                                          |                                          |                                          |                                          |                                          |                                          |                                          |                                          |                                          |                                          |                                          |                                          |
| Due con                                  |                                          | Batterie                                 | Semifinali                               | Recuperi                                 | Finale                                   |                                          |                                          |                                          |                                          |                                          |                                          |                                          |                                          |                                          |                                          |                                          |                                          |
| Quattro senza                            |                                          | Batterie                                 | Semifinali                               | Recuperi                                 | Finale                                   |                                          |                                          |                                          |                                          |                                          |                                          |                                          |                                          |                                          |                                          |                                          |                                          |
| Quattro con                              |                                          | Batterie                                 | Semifinali                               | Recuperi                                 | Finale                                   |                                          |                                          |                                          |                                          |                                          |                                          |                                          |                                          |                                          |                                          |                                          |                                          |
| Otto                                     |                                          | Batterie                                 | Semifinali                               | Recuperi                                 | Finale                                   |                                          |                                          |                                          |                                          |                                          |                                          |                                          |                                          |                                          |                                          |                                          |                                          |

## Podi
| Evento                   | Oro | Perform. | Argento | Perform. | Bronzo | Perform. |
| Singolo (dettagli)       | Jurij Tjukalov | 8'12"8   | Mervyn Wood | 8'14"5   | Teodor Kocerka | 8'19"4   |
| Due di coppia (dettagli) | Argentina Tranquilo Capozzo Eduardo Guerrero | 7'32"2   | Unione Sovietica Georgij ZIlin Igor Jemchuk | 7'38"3   | Uruguay Miguel Seijas Juan Rodríguez | 7'43"7   |
| Due senza (dettagli)     | Stati Uniti Charles Logg Thomas Price | 8'20"7   | Belgio Michel Knuysen Robert Baetens | 8'23"5   | Svizzera Kurt Schmid Hans Kalt | 8'32"7   |
| Due con (dettagli)       | Francia Raymond Salles Gaston Mercier Tim: Bernard Malivoire                                                                                              | 8'28"6   | Germania Heinz Manchen Helmut Heinhold Tim: Helmut Noll | 8'32"1   | Danimarca Svend Pedersen Poul Svendsen Tim: Jørgen Frantzen | 8'34"9   |
| Quattro senza (dettagli) | Jugoslavia Duje Bonačić Velimir Valenta Mate Trojanović Petar Šegvić                                                                                      | 7'16"0   | Francia Pierre Blondiaux Jean-Jacques Guissart Marc Bouissou Roger Gautier                                                                                         | 7'18"9   | Finlandia Veikko Lommi Kauko Wahlsten Oiva Lommi Lauri Nevalainen                                                                                              | 7'23"3   |
| Quattro con (dettagli)   | Cecoslovacchia Karel Mejta Sr. Jiří Havlis Jan Jindra Stanislav Lusk Tim: Miroslav Koranda                                                                | 7'33"4   | Svizzera Rico Bianchi Karl Weidmann Heinrich Scheller Émile Ess Tim: Walter Leiser                                                                                 | 7'36"5   | Stati Uniti Carl Lovsted Alvin Ulbrickson Richard Wahlstrom Matthew Leanderson Tim: Albert Rossi                                                               | 7'37"0   |
| Otto (dettagli)          | Stati Uniti Franklin Shakespeare William Fields James Dunbar Richard Murphy Robert Detweiler Henry Proctor Wayne Frye Edward Stevens Tim: Charles Manring | 6'25"9   | Unione Sovietica Yevgeny Brago Vladimir Rodimushkin Aleksey Komarov Igor Borisov Slava Amiragov Leonid Gissen Yevgeny Samsonov Vladimir Kryukov Tim: Igor Polyakov | 6'31"2   | Australia Robert Noel Tinning Ernest Chapman Nimrod Greenwood Mervyn Finlay Edward Pain Phillip Cayzer Thomas Chessell David Anderson Tim: Geoffrey Williamson | 6'33"1   |

## Medagliere
| Posizione | Paese            |   |   |   | Totale |
| --------- | ---------------- | - | - | - | ------ |
| 1         | Stati Uniti      | 2 | 0 | 1 | 3      |
| 2         | Unione Sovietica | 1 | 2 | 0 | 3      |
| 3         | Francia          | 1 | 1 | 0 | 2      |
| 4         | Cecoslovacchia   | 1 | 0 | 0 | 1      |
| 4         | Jugoslavia       | 1 | 0 | 0 | 1      |
| 4         | Argentina        | 1 | 0 | 0 | 1      |
| 7         | Svizzera         | 0 | 1 | 1 | 2      |
| 7         | Australia        | 0 | 1 | 1 | 2      |
| 9         | Germania         | 0 | 1 | 0 | 1      |
| 9         | Belgio           | 0 | 1 | 0 | 1      |
| 11        | Finlandia        | 0 | 0 | 1 | 1      |
| 11        | Danimarca        | 0 | 0 | 1 | 1      |
| 11        | Polonia          | 0 | 0 | 1 | 1      |
| 11        | Uruguay          | 0 | 0 | 1 | 1      |
| Totale    | Totale           | 7 | 7 | 7 | 21     |